# Jean Desfontaines
Pour les articles homonymes, voir Desfontaines.
Jean Desfontaines est un compositeur français né vers 1658 et mort après 1752. Prolifique maître de musique parisien, il ne semble pas avoir occupé de fonctions officielles.

## Biographie
Il est l'élève de Jean de Sainte-Colombe.

## Œuvres

### Musique profane
- de nombreux airs sérieux et à boire publiés par Ballard ;
- la cantate Narcisse ;
- la pastorale Le Désespoir de Tircis conservée à la bibliothèque d’Uppsala.

### Musique sacrée
192 œuvres – numérotées de JeD.1 à JeD.192 – réunies dans une série de douze recueils manuscrits sont conservés à la Bibliothèque nationale de France sous les cotes Vm1 1278-12892. Ils comportent :
- l’ensemble des 150 psaumes de David ;
- un Magnificat anima mea ;
- quarante-et-un petits motets sur des textes liturgiques ou des poésies néo-latines.

## Littérature
Carl-Allan Moberg: Un compositeur oublié de l'école de Lully: Jean Desfontaines Revue de Musicologie, T. 10, No. 29 (Fev. 1929), pp 5–9